# اندیس آنومالی جبله
آنومالی جبله یک اندیس فلزی است که در حوالی شهر فرومد استان خراسان قرار دارد و مادهٔ معدنی موجود در آن، طلا است.سنگ میزبان این اندیس پریدوتیت، سنگ‌های ریوداسیتی است  در این اندیس، پاراژنز‌های کرومیت، زیرکن یافت می‌شوند.